# Taureau céleste
Le Taureau céleste est une créature de la mythologie mésopotamienne combattue par le héros Gilgamesh. Son histoire existe en deux versions : l'une mentionnée dans un poème sumérien et l'autre dans l‘Épopée de Gilgamesh en akkadien, plus tardive. Dans le poème sumérien, le Taureau céleste est envoyé par la déesse Inanna combattre Gilgamesh pour une raison inconnue. Dans l'Épopée de Gilgamesh, c'est après avoir été éconduite par Gilgamesh que la déesse Ishtar, l'équivalente sémitique d'Inanna, ivre de colère, demande le Taureau céleste à son père Anu afin d'attaquer Gilgamesh à Uruk. Ce dernier, aidé de son compagnon Enkidu, abat la créature.
Après avoir vaincu la créature, Enkidu jette la cuisse droite du Taureau à Ishtar en la raillant. Cet abattage conduit les dieux à condamner Enkidu à mort, un événement qui catalyse la peur de Gilgamesh envers sa propre mortalité, le sujet principal du reste de l'épopée. Le Taureau est associé à la constellation du Taureau et le mythe de sa mort peut avoir eu une signification astronomique pour les anciens Mésopotamiens. Certains aspects de l'histoire ont été reliés à d'autres contes anciens du Proche-Orient, dont les légendes d'Ougarit, le conte de Joseph dans le livre biblique de la Genèse et certaines parties des épopées grecques archaïques Iliade et Odyssée.

## Mythologie

### Gilgamesh et le Taureau céleste
Dans le poème sumérien Gilgamesh et le Taureau céleste, Gilgamesh et Enkidu abattent le Taureau céleste envoyé par la déesse Inanna, équivalente à la déesse sumérienne Ishtar, pour les attaquer,,. L'intrigue de ce poème diffère substantiellement de la scène correspondante dans l‘Épopée de Gilgamesh akkadienne plus tardive. Dans le poème sumérien, Inanna ne semble pas demander à Gilgamesh de devenir son consort comme elle le fait dans l'épopée akkadienne. De plus, alors qu'elle force son père An à lui donner le Taureau céleste en le menaçant de réveiller les morts afin qu'ils dévorent les vivants dans l'épopée akkadienne, dans le poème sumérien Inanna ne menace que de lâcher un « cri » qui atteindra la terre.

### Épopée de Gilgamesh
Dans la Tablette VI de l’Épopée de Gilgamesh, après que ce dernier ait repoussé les avances d'Ishtar, la déesse se rend au Ciel où elle se plaint auprès de sa mère Antu (en) et son père Anu. Elle demande à ce dernier qu'il lui cède le Taureau céleste,, et menace, s'il refuse, d'abattre les portes des Enfers et de dresser les morts pour dévorer les vivants,. Anu est d'abord réticent, déclarant que le Taureau céleste est si destructeur que son déchaînement conduirait à sept années de famine,. Ishtar rétorque qu'elle a accumulé assez de grains pour l'ensemble de la population humaine et animale pour les sept prochaines années,. Anu finit alors, à contrecœur, par accéder à la demande de sa fille, qui lâche la créature sur le monde, entraînant d'importantes destructions,.
Le premier souffle du Taureau engendre un trou dans le sol qui engloutit 100 hommes, et le second, un deuxième trou dans lequel tombent 200 hommes,. Gilgamesh et Enkidu collaborent pour abattre la créature ,, : Enkidu se place derrière le Taureau et lui tire la queue tandis que Gilgamesh plonge son épée dans son cou, le tuant. Les deux héros offrent alors le cœur du Taureau au dieu-soleil Shamash,. Alors que Gilgamesh et Enkidu se reposent, Ishtar se dresse face aux murs d'Uruk et maudit Gilgamesh,,. Pour railler la déesse, Enkidu arrache alors la cuisse droite du Taureau et la jette à la figure d'Ishtar,,,.
Ishtar rassemble alors les prostituées et courtisanes d'Uruk et leur ordonne de porter le deuil du Taureau céleste, tandis que Gilgamesh célèbre sa victoire,. Dans la Tablette VII, Enkidu assiste en songe à la délibération des dieux: il voit Anu, Ea et Shamash déclarer que soit Gilgamesh soit Enkidu doit mourir pour avoir abattu le Taureau céleste. Ils choisissent finalement Enkidu, qui tombe rapidement malade et meurt après avoir rêvé des Enfers. La Tablette VIII décrit le chagrin de l'inconsolable Gilgamesh à la suite du décès de son ami, et détaille les funérailles. La mort d'Enkidu catalyse la propre peur de Gilgamesh face à sa mortalité, thème central du reste de l'épopée,.

## Symbolisme

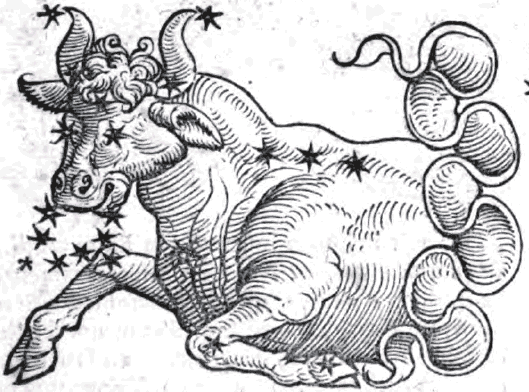
Le Taureau céleste est identifié avec la constellation du Taureau, ici représentation issue du Liber Astronomiae de Guido Bonatti (1550).

La mise à mort du Taureau céleste figure dans de nombreuses œuvres de l'art mésopotamien ancien, en particulier sur les sceaux-cylindres de l'Empire d'Akkad (vers 2334 – 2154 av. J.-C.). Le Taureau y est clairement imagé comme une bête de taille anormalement massive et féroce. La symbolique du Taureau céleste reste cependant incertaine. L'historien Michael Rice suggère que le Taureau puisse représenter un séisme, les taureaux étant largement associés au phénomène dans les cultures anciennes. Il pourrait également symboliser l'été, une saison synonyme de sécheresse et d'infertilité pour les habitants de la Mésopotamie.
Les assyriologues Jeremy Black et Anthony Green notent que le Taureau céleste est associé à la constellation du Taureau. L'épisode où Enkidu jette à Ishtar la cuisse de la créature serait ainsi une manière d'expliquer pourquoi la constellation semble être dépourvue de pattes arrière. Michael Rice admet également une interprétation astronomique de la mise à mort du Taureau céleste et mentionne que la constellation du Grand Chien est parfois identifiée dans les textes de l'Égypte antique comme cuisse de taureau, bien qu'aucune preuve existe de cette association à Sumer.
Rice observe également que le terme « cuisse » est souvent utilisé dans les textes anciens du Proche-Orient comme métaphore pour les organes génitaux. L'archéologue Cyrus Gordon et l'historien Gary A. Rendsburg notent que l'acte de jeter une patte de taureau à la figure de quelqu'un est « une terrible insulte », largement attestée sur une importante aire géographique du Proche-Orient et se produisant dans le poème homérique grec Odyssée.
Certains universitaires rapprochent la figure du Taureau céleste de celle de Gugalanna, le consort d'Ereshkigal la déesse du monde des morts, mentionné par Inanna dans le poème sumérien Descente d'Inanna aux Enfers.

## Influence

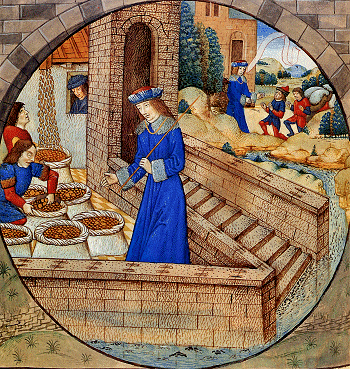
La figure de Joseph dans le livre de la Genèse (Biblia figuarata, Ms. 10 fol. 74, de Raphaël de Bourgogne du XVe siècle, Cathédrale Saint-Bavon de Gand) est rapprochée de celle d'Ishtar stockant l'équivalent de sept années de grains dans l’Épopée de Gilgamesh.

L'archéologue Cyrus Gordon et l'historien Gary A. Rendsburg relient le thème proche-oriental des sept années de famine après la mort d'un héros du mythe ougaritique à la mort d'Aqhat. De même, la prédiction et la préparation, en accumulant des réserves, en vue des sept années de famine est un thème retrouvé dans l'histoire biblique de Joseph dans le livre de la Genèse. Pour l'universitaire allemand Walter Burkert, la scène où Ishtar demande à Anu de lui céder le Taureau céleste après avoir été rejetée par Gilgamesh peut être directement mis en parallèle avec une scène du livre V de l'épopée grecque Iliade. Dans l’Épopée de Gilgamesh, Ishtar se plaint auprès de sa mère, Antu (en), mais est légèrement réprimandée par son père Anu ; dans la scène de l’Iliade, Aphrodite, équivalente d'Ishtar, est blessée par le héros grec Diomède lorsqu'elle tente de sauver son fils Énée. Elle fuit alors au Mont Olympe où elle se plaint auprès de sa mère Dioné mais est moquée par sa sœur Athéna et réprimandée par son père Zeus. Par ailleurs, outre les parallèles significatifs des deux histoires, le fait que le nom « Dioné » soit la féminisation du nom de Zeus reflète qu'Antu est de même la forme féminine d'Anu. Dioné n'apparaît pas dans le reste de l’Iliade, où la parèdre de Zeus est la déesse Héra. Pour Burkert, Dioné est clairement un calque d'Antu.
L'universitaire britannique Graham Anderson note que dans l'épopée homérique de l’Odyssée, les hommes d'Ulysse qui tuent les bœufs sacrés d'Hélios sont condamnés à morts par les dieux, tel Enkidu dans l’Épopée de Gilgamesh. Pour l'helléniste britannique Martin Litchfield West, les similarités sont bien plus profondes que le simple fait que les deux textes évoquent des créatures bovines exemptes de mort naturelle : dans les deux cas, le ou les personnes condamnées à la mort sont des compagnons du héros dont la disparition force ce dernier à continuer seul son périple. De plus, les deux textes évoquent une discussion entre les dieux sur la sentence à appliquer et les menaces qu'Hélios porte à Zeus s'il ne venge pas le massacre de ses bœufs sont très similaires à celles portées par Ishtar à Anu lorsqu'elle demande le Taureau dans l’Épopée de Gilgamesh. L'universitaire américain Bruce Louden compare la raillerie d'Enkidu envers Ishtar après avoir abattu le Taureau céleste à celle d'Ulysse envers le cyclope Polyphème dans le livre IX de l’Odyssée : dans les deux cas l’hybris du héros après une victoire apparente conduit les divinités à le condamner.